# Fedora
Fedora или Fedora Линукс е UNIX-подобна операционна система, базирана на Линукс ядрото и GNU програми (Линукс дистрибуция), разработвана и поддържана от подкрепяния от общността Проект Fedora, спонсориран от Red Hat, Inc. и други компании, като Open Source Lab и Dell. Fedora е сред водещите дистрибуции, ползващи най-новите нововъведения в софтуера разпространяван под различни лицензи за свободен и отворен код, и е сред водещите линукс дистрибуции в технологичен аспект; Fedora e свързана с и служи като база за комерсиалната дистрибуция Red Hat Enterprise Linux.
От версия 21 насам, са налични три различни издания: Workstation, предназначено най-вече за персонални компютри, CoreOS, Server, както и Cloud за сървър; Atomic за cloud computing.
Fedora се използва от милиони потребители по цял свят, включително Линус Торвалдс, създателят на Линукс в различни периоди от време.

## История
Към края на 2003 Red Hat прекратява Red Hat Linux и го разделя на Red Hat Enterprise Linux (RHEL) и поддържаната от потребителите операционна система Fedora.. Като RHEL става официалната поддържана Линукс диструбуция предназначена за компании, докато Fedora се превръща в потребителска дистрибуция.
Името Fedora идва от Fedora Linux, доброволчески проект, предоставящ допълнителен софтуер към Red Hat Linux дистрибуциите, както и от шапката тип федора, изобразена в логото „Shadowman“ на Red Hat. Основите на Fedora Linux са поставени през далечната 2002 година от „Уорън Тогами“, първоначално като проект по специалността „Компютърни Науки“ в Хавайския Университет, а ключова характеристика на проекта била разработката на пакетите намиращи се в хранилищата да се осъществява чрез сътрудничество с доброволци. В крайна сметка Fedora Linux се влива в развойния процес на Red Hat и еволюира в познатия днес „Проект Fedora“ (Fedora Project).

## Характеристики
Fedora има репутация на дистрибуция фокусираща се върху иновациите, ранното интегриране на нови технологии и работата в тясно сътрудничество с upstream Линукс и Open-source общностите.
Fedora има сравнително кратък живот: всяка версия се поддържа обикновено за около 13 месеца, като версия X се поддържа само 1 месец след като версия X+2 е издадена, като нови версии се издават приблизително на всеки 6 месеца. Потребителите могат да надградят от стара към по-нова версия без преинсталация.
Стандартната графична среда във Fedora е GNOME, а стандартният потребителски интерфейс е GNOME Shell. Други графични среди, включително KDE Plasma, Xfce, LXDE, MATE, LXQt и Cinnamon, също са налични и могат да бъдат инсталирани. Fedora предлага Live инсталационни образи, чрез които операционната система може да се зареди и използва преди да бъде инсталирана, а също и мрежови инсталационни (Netinstall) образи чрез които ОС се изтегля от Интернет. 

### Пакетна система
Fedora е дистрибуция базирана на пакетната система RPM и ползваща DNF като инструмент за управление на RPM пакетите. DNF използва libsolv, външен инструмент за решаване на зависимости. Flatpak също се поддържа по подразбиране. Fedora използва Delta RPM когато обновява инсталираните пакети – т. нар. Delta update. Delta RPM съдържа само разликата между старата и новата версия на пакета. Това означава, че се изтеглят само разликите между стария и новия пакет, което намалява трафика и е много полезно ако имаме ограничен брой мегабайти или интернетът ни е бавен.

### Сигурност
Също както много други дистрибуции (Ubuntu, Debian и др.) и Fedora използва Security-Enhanced Linux по подразбиране, който от своя страна ползва разнообразни политики за сигурност, включително mandatory access controls (MAC). Други защитни обвивки и методи за повишаване на сигурността са например, независими от позицията изпълними файлове.

### Софтуер
Fedora включва широка гама от софтуер, като например LibreOffice, Mozilla Firefox и Apache. Много допълнителен софтуер е наличен в хранилищата и може да бъде инсталиран чрез пакетния мениджър DNF в терминала или графично чрез GNOME Software. Официално, Fedora съдържа само свободен софтуер с отворен код.
Могат да бъдат добавени и неофициални хранилища и така лесно да бъде инсталиран софтуер който не е наличен във Fedora. Софтуер който не е наличен в официалните хранилища на Fedora, защото не покрива критериите на Fedora за свободен софтуер или защото разпространението му може да наруши законите на САЩ, може да бъде инсталиран от хранилища на трети страни, например RPM Fusion. Fedora предоставя на потребителите си лесни за използване build системи за създаване на свои собствени хранилища, наречени Copr.

### Архитектури
i686, x86-64 и ARM са основните архитектури поддържани от Fedora. Pidora и FedBerry са специализирани Fedora дистрибуции за Raspberry Pi. От версия 25 насам се поддържат и ARM AArch64, IBM Power64, IBM Power64le, IBM Z, MIPS-64el, MIPS-el и RISC-V като второстепенни архитектури.

## Версии
Текущата версия е Fedora 33, издадена на 27 октомври 2020.
| Име на дистрибуцията                                                                                      | Версия (Кодово име)    | Ядро   | GNOME | Дата на издаване | Край на поддръжката |
| --- | ---------------------- | ------ | ----- | ---------------- | ------------------- |
| Fedora Core                                                                                               | 1 (Yarrow)             | 2.4.22 | 2.4   | 2003-11-05       | 2004-09-20          |
| Fedora Core                                                                                               | 2 (Tettnang)           | 2.6.5  | 2.6   | 2004-05-18       | 2005-04-11          |
| Fedora Core                                                                                               | 3 (Heidelberg)         | 2.6.9  | 2.8   | 2004-11-08       | 2006-01-16          |
| Fedora Core                                                                                               | 4 (Stentz)             | 2.6.11 | 2.10  | 2005-06-13       | 2006-08-07          |
| Fedora Core                                                                                               | 5 (Bordeaux)           | 2.6.15 | 2.14  | 2006-03-20       | 2007-07-02          |
| Fedora Core                                                                                               | 6 (Zod)                | 2.6.18 | 2.16  | 2006-10-24       | 2007-12-07          |
| Fedora | 7 (Moonshine)          | 2.6.21 | 2.18  | 2007-05-31       | 2008-06-13          |
| Fedora | 8 (Werewolf)           | 2.6.23 | 2.20  | 2007-11-08       | 2009-01-07          |
| Fedora | 9 (Sulphur)            | 2.6.25 | 2.22  | 2008-05-13       | 2009-07-10          |
| Fedora | 10 (Cambridge)         | 2.6.27 | 2.24  | 2008-11-25       | 2009-12-18          |
| Fedora | 11 (Leonidas)          | 2.6.29 | 2.26  | 2009-06-09       | 2010-06-25          |
| Fedora | 12 (Constantine)       | 2.6.31 | 2.28  | 2009-11-17       | 2010-12-02          |
| Fedora | 13 (Goddard)           | 2.6.33 | 2.30  | 2010-05-25       | 2011-06-04          |
| Fedora | 14 (Laughlin)          | 2.6.35 | 2.32  | 2010-11-02       | 2011-12-08          |
| Fedora | 15 (Lovelock)          | 2.6.38 | 3.0   | 2011-05-24       | 2012-06-26          |
| Fedora | 16 (Verne)             | 3.1    | 3.2   | 2011-11-08       | 2013-02-12          |
| Fedora | 17 (Beefy Miracle)     | 3.3    | 3.4   | 2012-05-29       | 2013-07-30          |
| Fedora | 18 (Spherical Cow)     | 3.6    | 3.6   | 2013-01-15       | 2014-01-14          |
| Fedora | 19 (Schrödinger's Cat) | 3.9    | 3.8   | 2013-07-02       | 2015-01-06          |
| Fedora | 20 (Heisenbug)         | 3.11   | 3.10  | 2013-12-17       | 2015-06-23          |
| Fedora | 21                     | 3.17   | 3.14  | 2014-12-09       | 2015-12-01          |
| Fedora | 22                     | 4.0    | 3.16  | 2015-05-26       | 2016-07-19          |
| Fedora | 23                     | 4.2    | 3.18  | 2015-11-03       | 2016-12-20          |
| Fedora | 24                     | 4.5    | 3.20  | 2016-06-21       | 2017-08-08          |
| Fedora | 25                     | 4.8    | 3.22  | 2016-11-22       | 2017-12-12          |
| Fedora | 26                     | 4.11   | 3.24  | 2017-07-11       | 2018-05-29          |
| Fedora | 27                     | 4.13   | 3.26  | 2017-11-14       | 2018-11-30          |
| Fedora | 28                     | 4.16   | 3.28  | 2018-05-01       | 2019-05-28          |
| Fedora | 29                     | 4.18   | 3.30  | 2018-10-30       | 2019-11-26          |
| Fedora | 30                     | 5.0    | 3.32  | 2019-05-07       | 2020-05-26          |
| Fedora | 31                     | 5.3    | 3.34  | 2019-10-29       | 2020-11-24          |
| Fedora | 32                     | 5.6    | 3.36  | 2020-04-28       | 2021-05-18          |
| Fedora | 33                     | 5.8    | 3.36  | 2020-10-27       | -                   |
| Fedora | 34                     | -      | -     | 2021-04-20       | -                   |
| Легенда:Стара версияСтара версия, все още се поддържаТекуща версияПоследната преглед версияБъдещо издание |                        |        |       |                  |                     |

### Rawhide
Rawhide е разклонението на Fedora за разработка. Това е пълноценна Fedora дистрибуция, където новият софтуер се добавя и тества преди да бъде включен в по-късно стабилно издание. Затова, Rawhide често е по-богат на функции от настоящото стабилно издание. В много случаи, софтуерът е изграден от Git сорс код снимки които често са активно разработвани от програмисти. Въпреки че Rawhide е насочен към напреднали потребители, тестъри или поддръжници на пакети, той може да бъде и основна операционна система. Потребителите използващи Rawhide често обновяват пакетите си всекидневно и помагат за намирането и отстраняването на проблеми. Потребителите на Rawhide няма нужда да надграждат между различни версии, защото тази дистрибуция следва rolling release модел.